# Kirche von Rynkeby

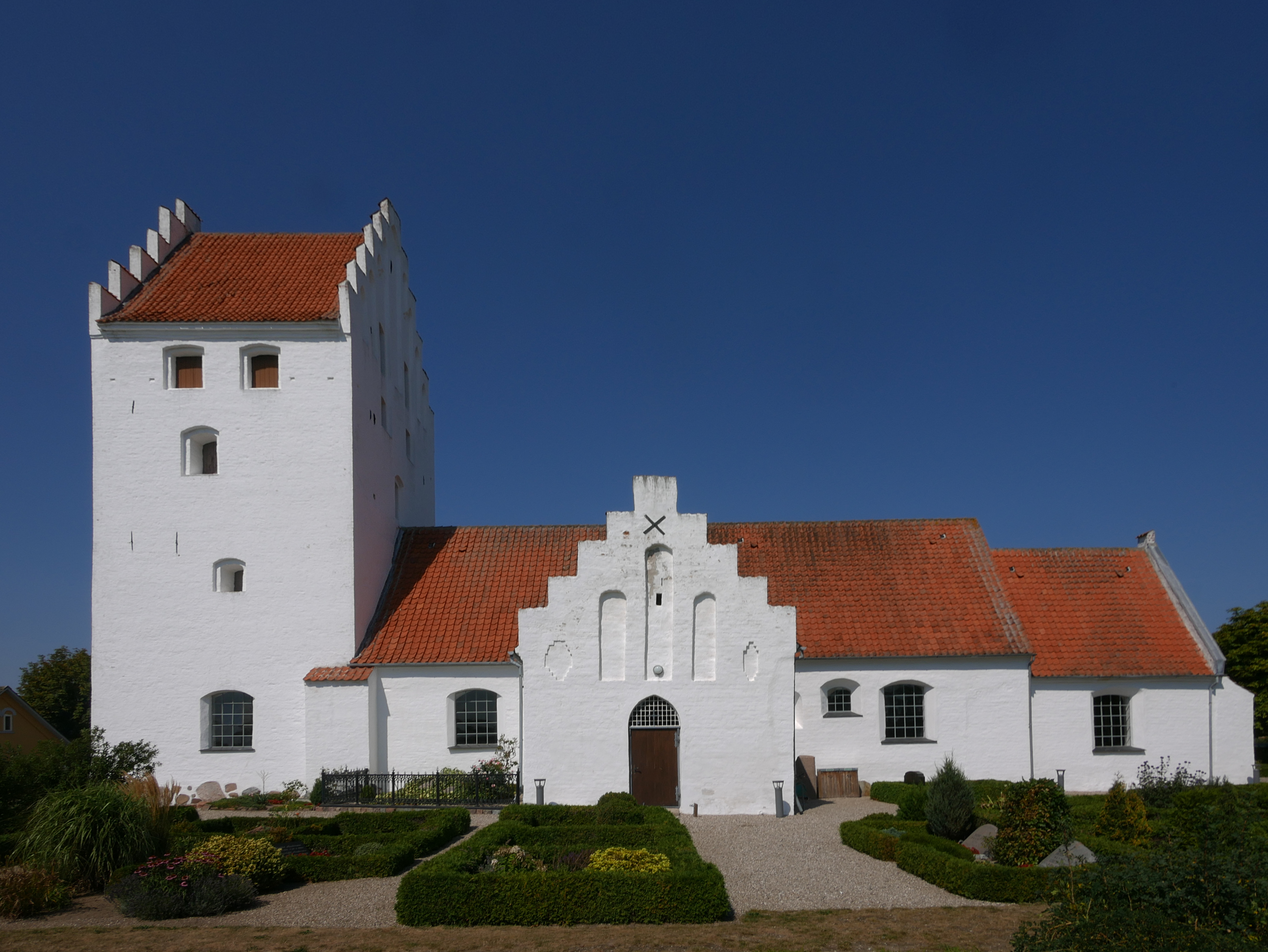
Kirche von Süden

Die Kirche von Rynkeby ist eine evangelisch-lutherische Kirche im Kirchspiel Rynkeby in der Gemeinde Kerteminde, Dänemark.

## Geschichte
Obwohl das Dorf schon 1277–86 erwähnt wurde, scheint es keine erhaltenen mittelalterlichen Quellen über die Kirche zu geben.
Nach der Reformation von 1536 gehörte das Kirchengebäude, wie die meisten anderen Kirchen, zur Krone. 1679 verkaufte diese das Patronatsrecht an Admiral Niels Juel, der es unmittelbar danach an die Besitzerin des Gemeindegutes Skovsbo, Lisbeth Podebusk, weiterverkaufte. Diese hatte gemeinsam mit ihrem Mann Henrik Gyldenstierne der Kirche bereits diverse Kirchenausstattung gestiftet, darunter 1651 die erste Orgel, ein Positiv, das vermutlich bis 1841 in Gebrauch war. Nach ihrem Tod wurden die Patronatsrechte zwischen den Erben aufgeteilt, aber 1692–1693 von Erik Lykke wieder in der Herrschaft von Skovsbo vereint. Das Geschlecht behielt das Eigentum an der Kirche bis zum Jahr 1918.
Die Kirche von Revninge ist seit den 1500er Jahren eine Filiale von Rynkeby.

## Gebäude

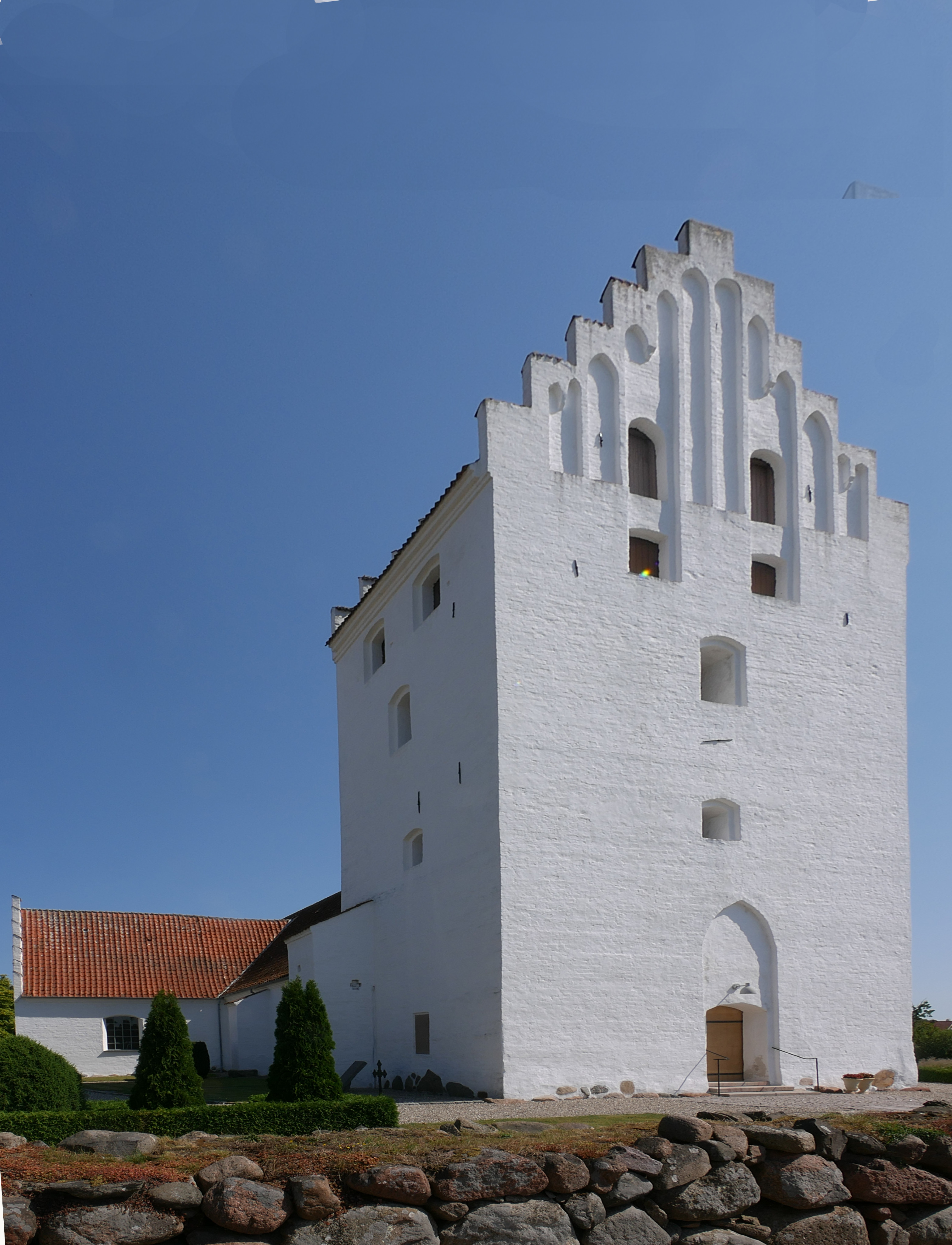
Turm von Nordosten

Im Kern ist die Kirche ein spätromanischer, mit Mönchsziegeln gebauter Backsteinbau, von dem der Chor und das Schiff erhalten geblieben sind. Im Chorbogen wurden zwei Männergesichter auf bemalten Ziegel eingemauert. In den 1400er und 1500er Jahren wurde das Gebäude mehrmals erweitert, alles mit Backsteinen im Klosterformat (und Mönchswechsel).
Die erste Erweiterung betraf das Kirchenschiff, das nach Westen verlängert wurde. Um 1417 wurden Chor und Schiff erhöht und eingewölbt. Es wurden neue, größere Fenster eingebaut, wobei einige romanische Fenster zugemauert erhalten blieben. Die Vorhalle, das Waffenhaus, vor dem Südportal wurde 1482 hinzugefügt und anschließend wurde der große Turm im Westen gebaut. Turm und Waffenhaus haben einen gotischen Stufengiebel. Um 1520 wurde die Kapelle auf der Nordseite des Schiffes errichtet, die ebenfalls einen Stufengiebel erhielt. Alle diese Umbauten konnten durch Dendrochronologische Untersuchungen der Dachstühle genau datiert werden.

## Kalkmalereien

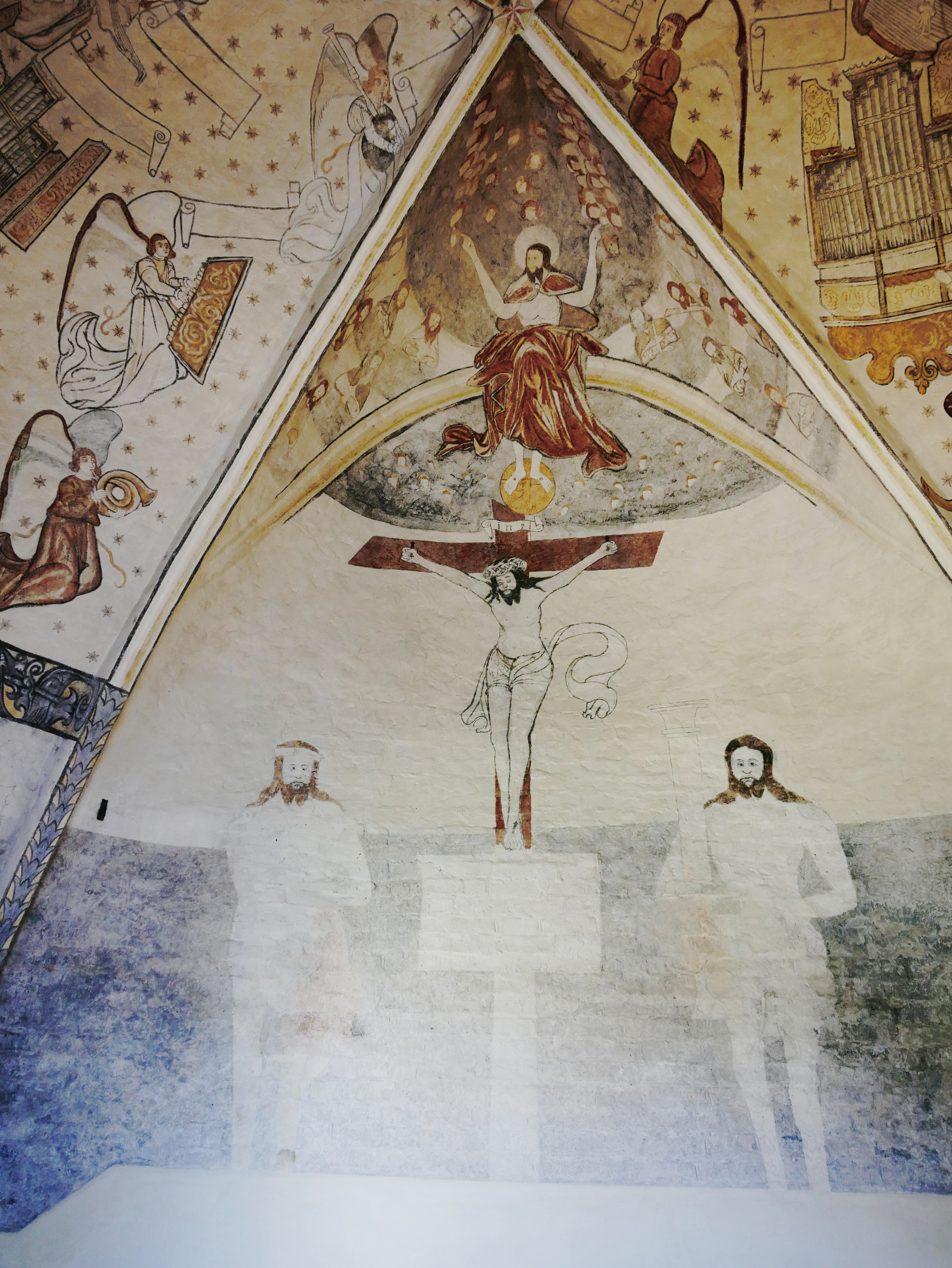
Fresco der Kreuzigung Christi mit dem dreifachen Jesus

1964–65 wurden bei Restaurierungsarbeiten Kalkmalereien aus dem 16. Jahrhundert in der Nordkapelle, im Gewölbe des Chors, im Chorbogen und am westlichen Ende des Kirchenschiffs gefunden. Im Gegensatz zu den Malereien in der Nordkapelle wurden die anderen Fresken wieder übermalt. 1981 wurden an der Ostwand des Chores zwei Weihekreuze gefunden. Im Turmbogen hat sich ein Fragment einer Darstellung der Taufe Jesu erhalten, die in späterer Zeit von Ranken ähnlich denen in der Nordkapelle übermalt wurde.

### Nordkapelle

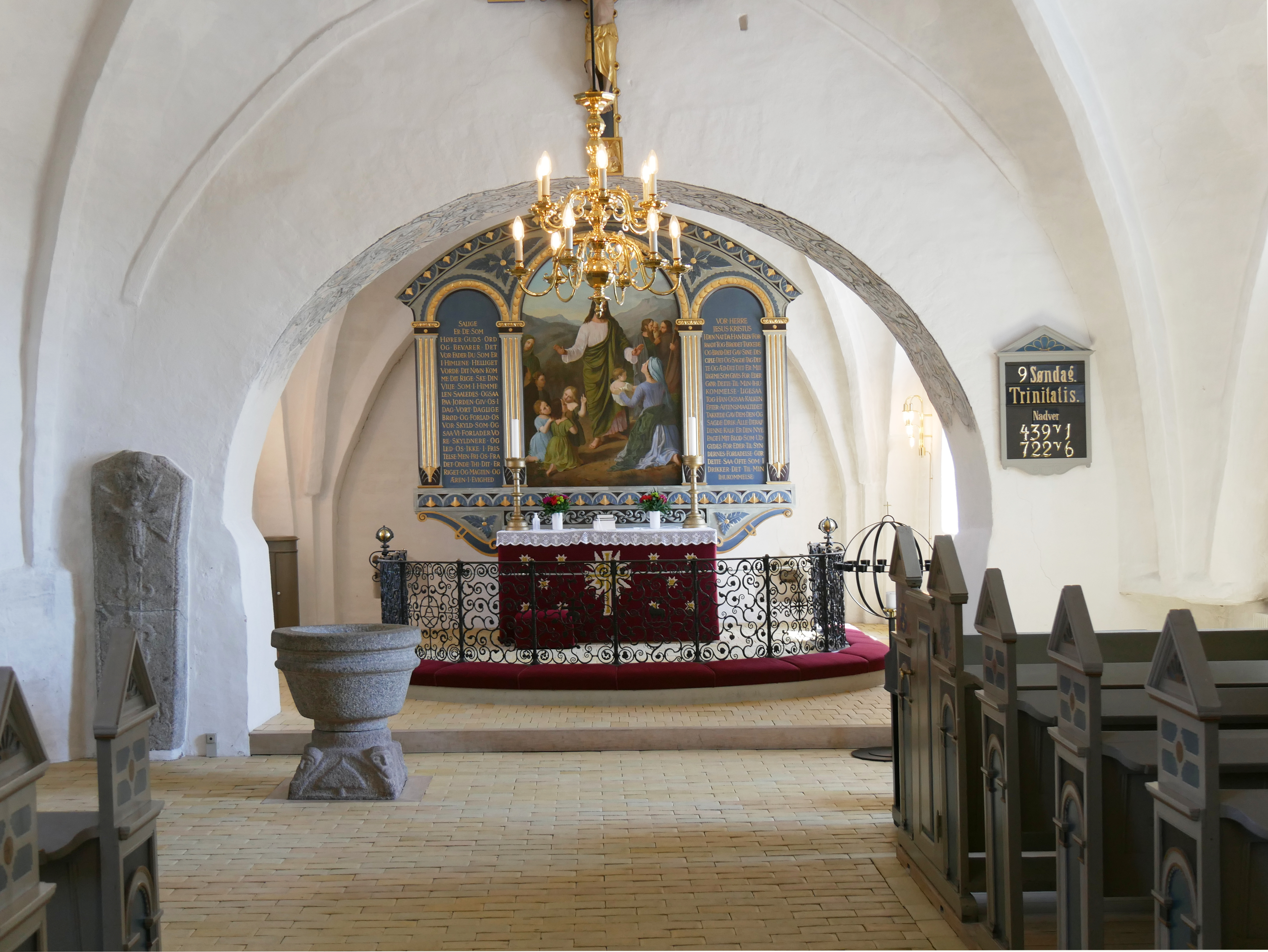
Taufbecken und Altar

Die Ausmalung der Nordkapelle ist weitgehend erhalten. An der Ostwand der Kapelle befindet sich eine eigenartige Darstellung: Jesus Christus ist gleich dreimal abgebildet: in der Mitte am Kreuz, rechts aufrecht stehend im Lendenschurz, die Geißelungssäule umarmend, rechts mit verschränkten Armen und der Dornenkrone auf dem Kopf. Dies ist das Ergebnis einer Änderung des Bildprogramms im Zuge der Reformation. Zunächst war offensichtlich eine traditionellere Kreuzigung mit Johannes und Maria an den Seiten des Kreuzes geplant, wie sie sich in vielen Kirchen findet. Das Wandbild war vermutlich schon weitgehend fertiggestellt, als der Auftraggeber sich entschloss, von dem bisherigen Plan abzuweichen und Christus entsprechend dem in der lutherischen Rechtfertigungslehre betonten Grundsatz Solus Christus in den Mittelpunkt zu stellen, um somit jeden Anschein von Heiligenverehrung zu vermeiden. Zu Füßen des Gekreuzigten befindet sich ein leeres Feld, in dem sich ursprünglich vermutlich eine Inschrift befand.
Über der Kreuzigungsdarstellung ist im östlichen Zwickel der auferstandene und zu Himmel aufgefahrene Christus in der Herrlichkeit dargestellt. Die Darstellung ähnelt den im Spätmittelalter häufigen Abbildungen des Jüngsten Gerichts, weicht jedoch in einem entscheidenden Aspekt davon ab. Christus thront zwar als Weltenrichter auf dem Regenbogen, die Füße auf der Weltkugel mit dem Schema einer T-O-Karte, doch sind rechts und links von ihm nicht Himmel und Hölle abgebildet, sondern die zwölf Apostel mit ihren Attributen als Halbfiguren. Unter dem Regenbogen und über dem Thronenden sind zahlreiche Köpfe zu sehen, die entweder die Engelchöre und/oder die auferstandenen Gläubigen darstellen. Die Scheidung zwischen Guten und Bösen der traditionellen Gerichtsdarstellungen fehlt hier. Auch das entspricht der lutherischen Lehre, die die Angst vor der Hölle durch das Vertrauen auf Gottes Gnade ersetzte.
In den drei anderen Zwickeln der Nordkapelle sind musizierende Engel dargestellt, die alle auf den thronenden Christus ausgerichtet sind, der sie mit erhobenen Händen zu dirigieren scheint. Die insgesamt 31 Engel spielen auf 17 verschiedenen Instrumenten, unter ihnen viele typisch für die Spätrenaissance. Dargestellte Instrumente sind: Baßfidel, Drehleier, Dudelsack, Diskantfidel, Gitarre, Hackbrett, Harfe, Horn, Langeleik, Nyckelharpa, Orgel, Schellen, Triangel, Virginal (oder Clavichord), Zink, Zugtrompete, weiterhin ein gebogenes Blasinstrument, dessen Mundstück nicht sichtbar ist, vielleicht eine Lure oder ein Pommer. Die Malereien sind für die Musikgeschichte von Bedeutung, denn sie zeigen die Musikinstrumente der damaligen Zeit mit großer Genauigkeit, etwa eine Orgel mit Klappflügeln, ein Hackbrett und die älteste Abbildung einer Langeleik.
An der Nordwand der Kapelle unter den Engeln befinden sich 32 leere Wappenschilde. Die restlichen Seitenwände sind mit Rankenwerk ausgemalt. Die Malereien der Nordkapelle werden in Zusammenhang gebracht mit dem Reichshofmeister Eiler Hardenberg († 1565), dessen Familie Gut Skovsbo ab 1562 bewohnte.

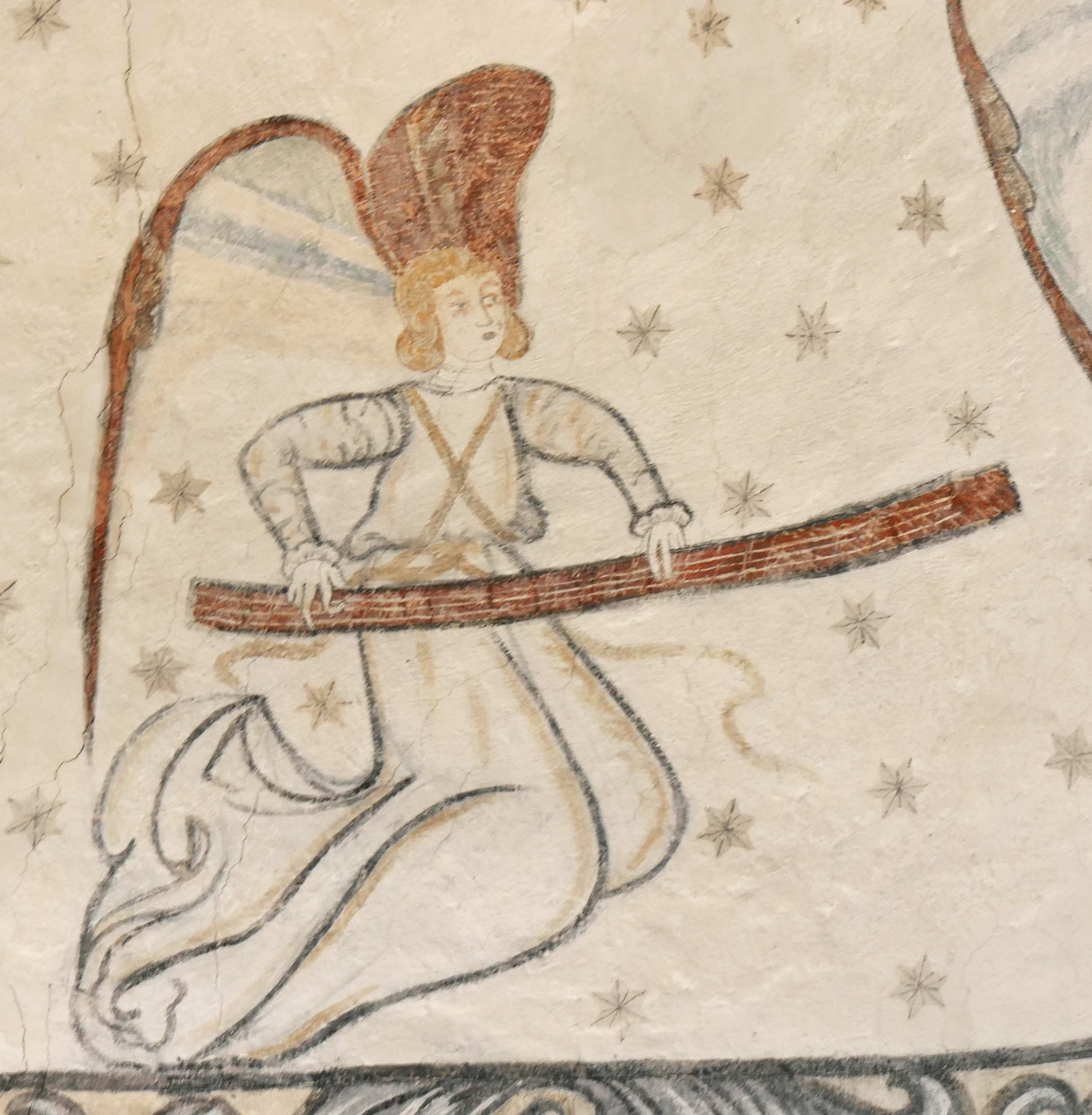
Langeleik
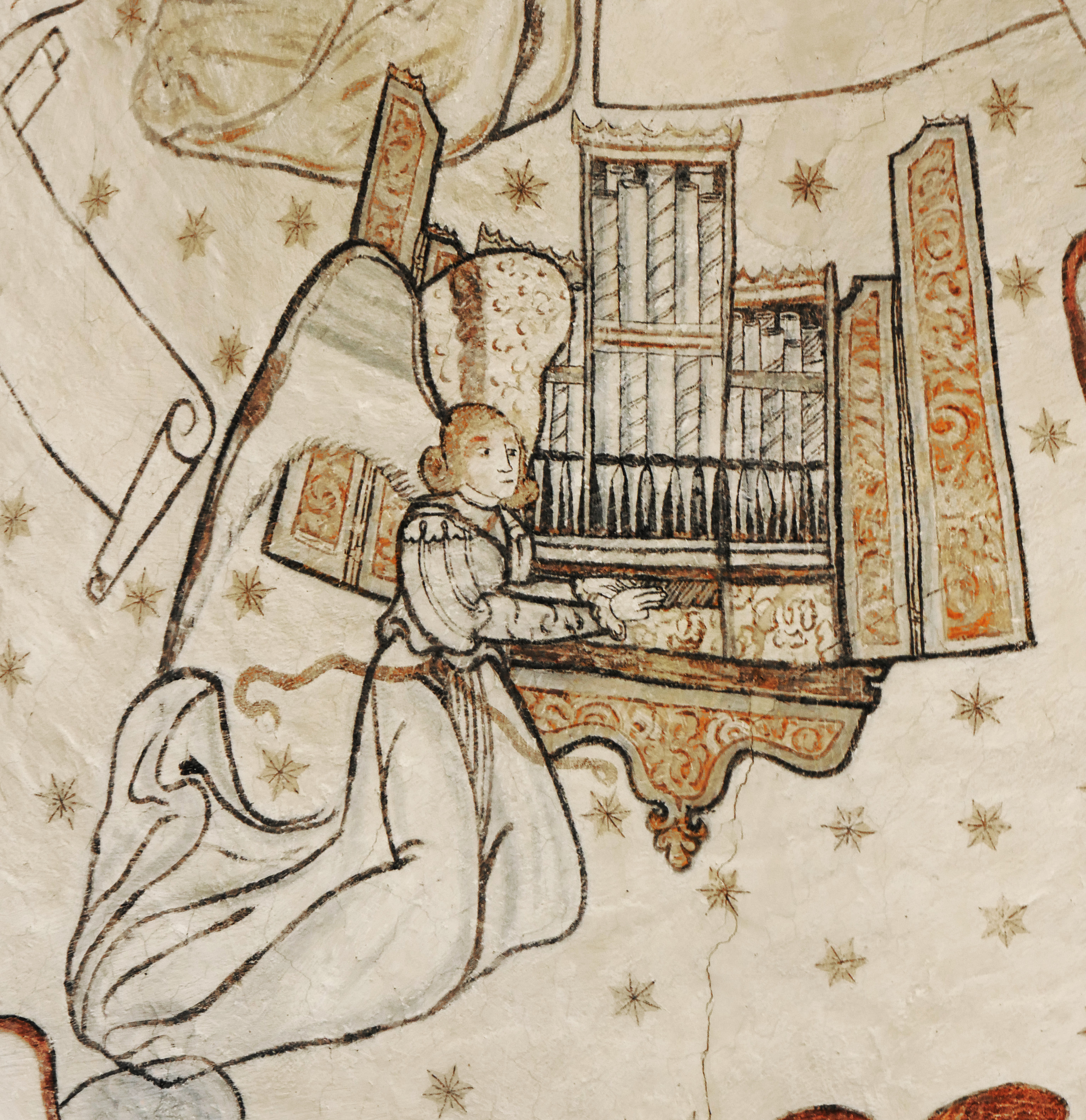
Orgel
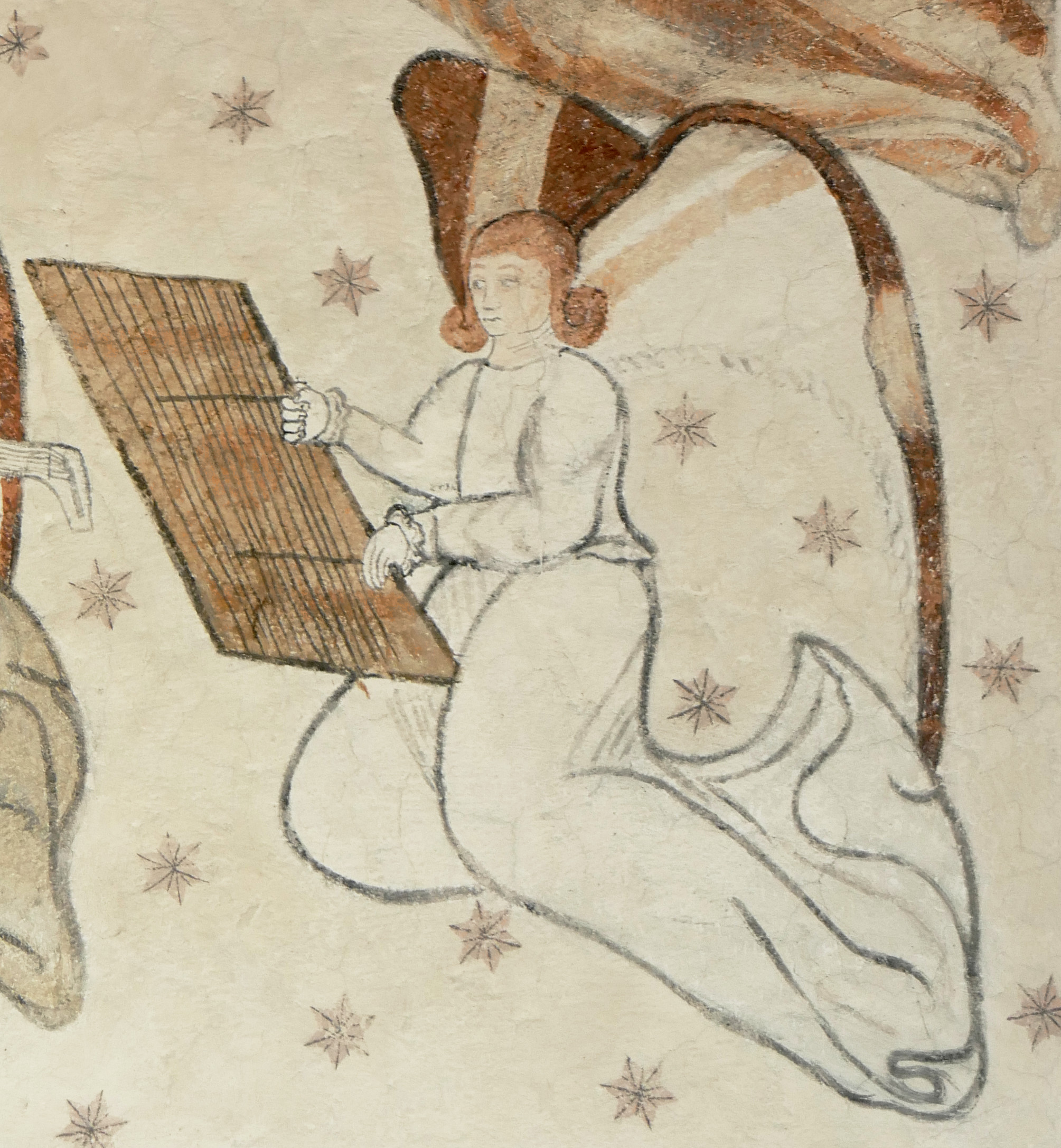
Hackbrett
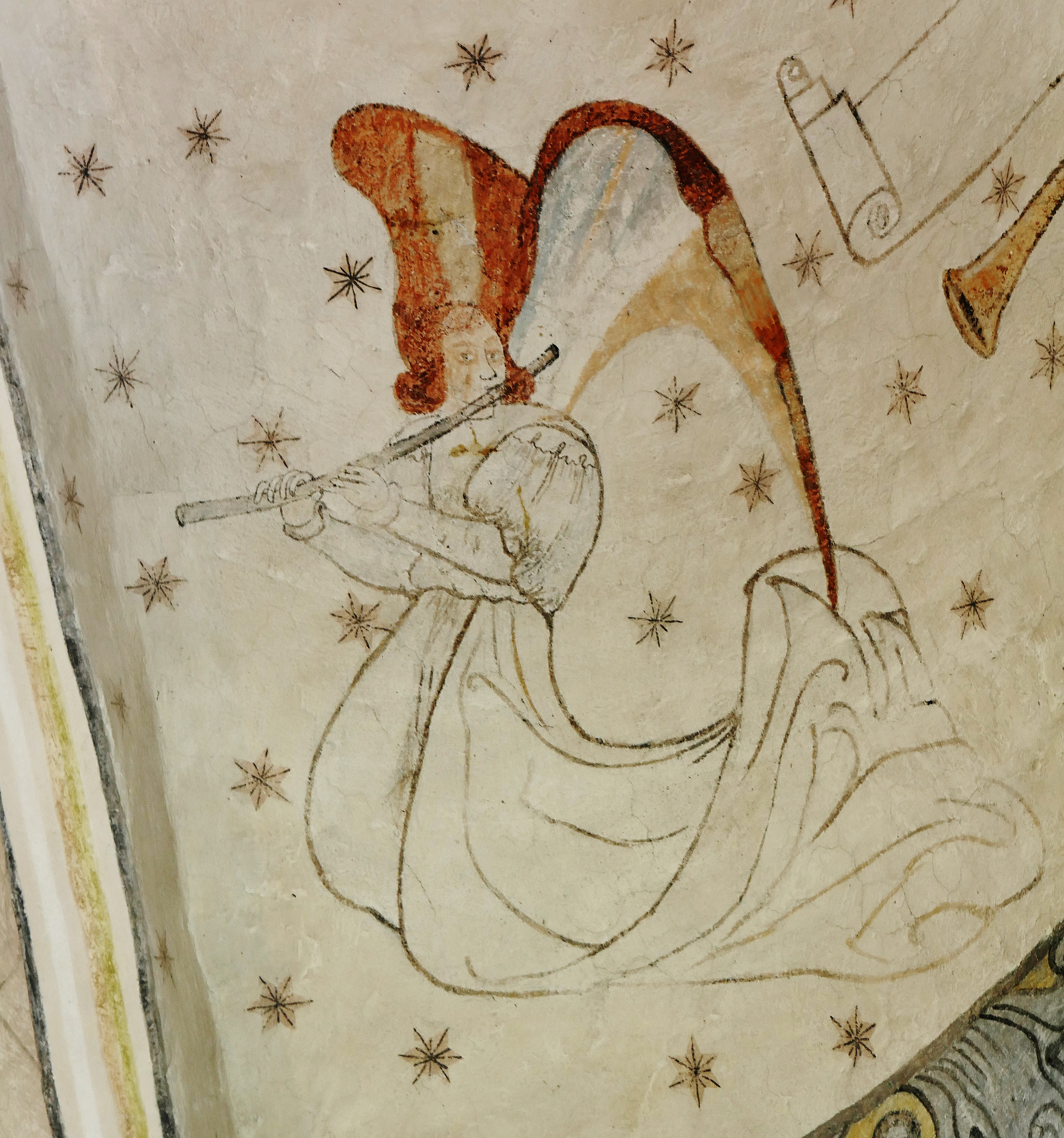
Flöte
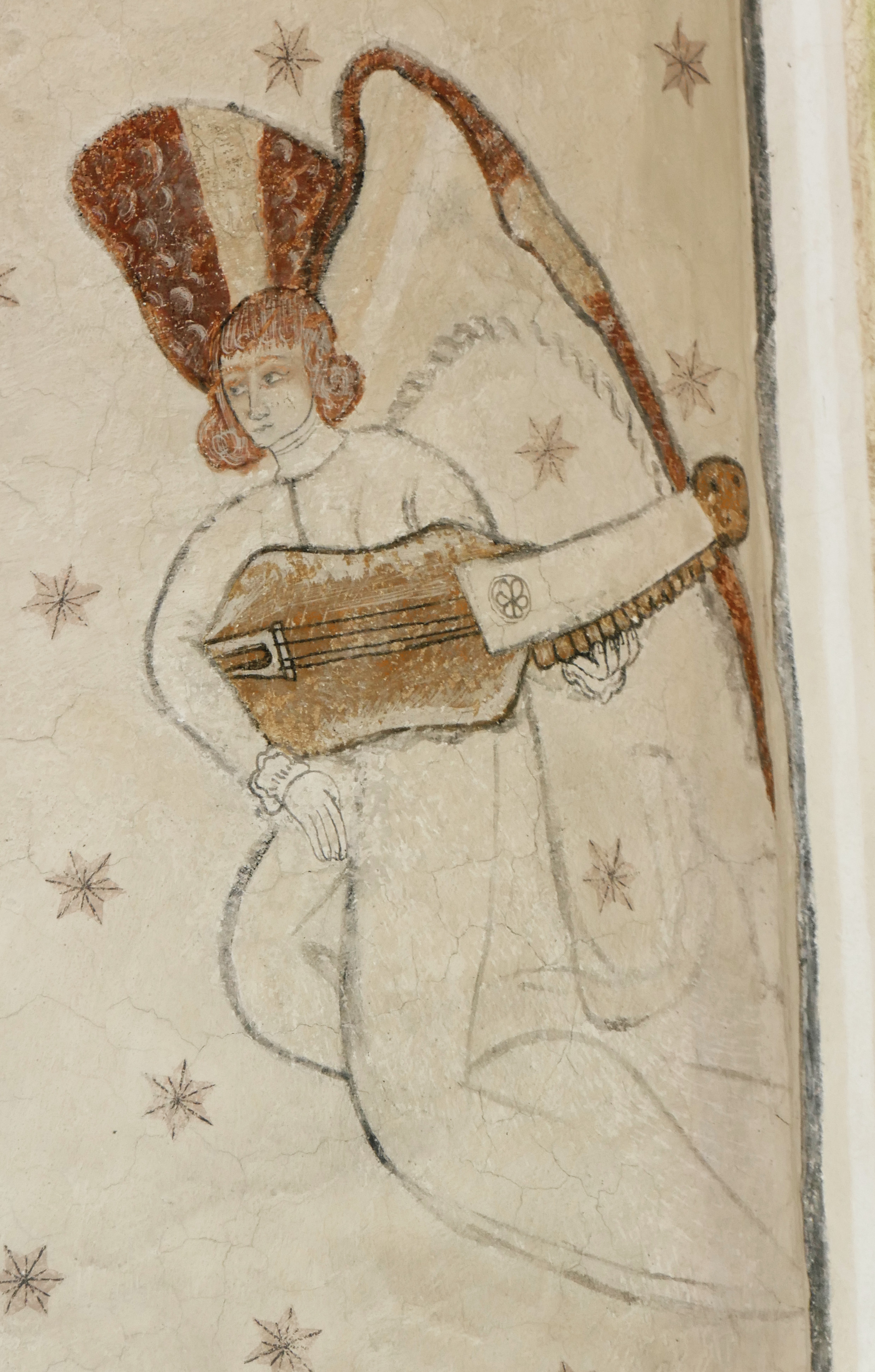
Nyckelharpa
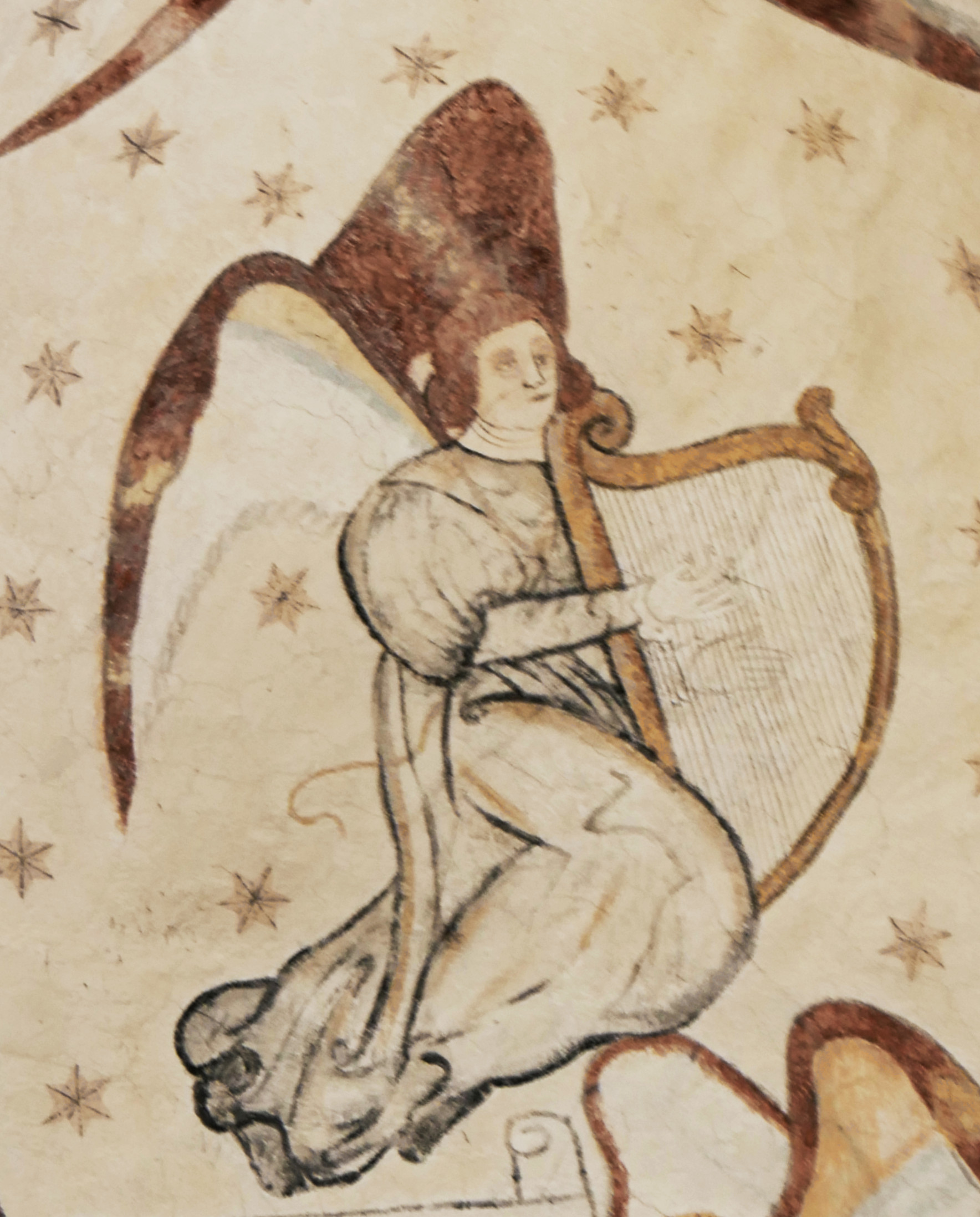
Harfe

## Inventar

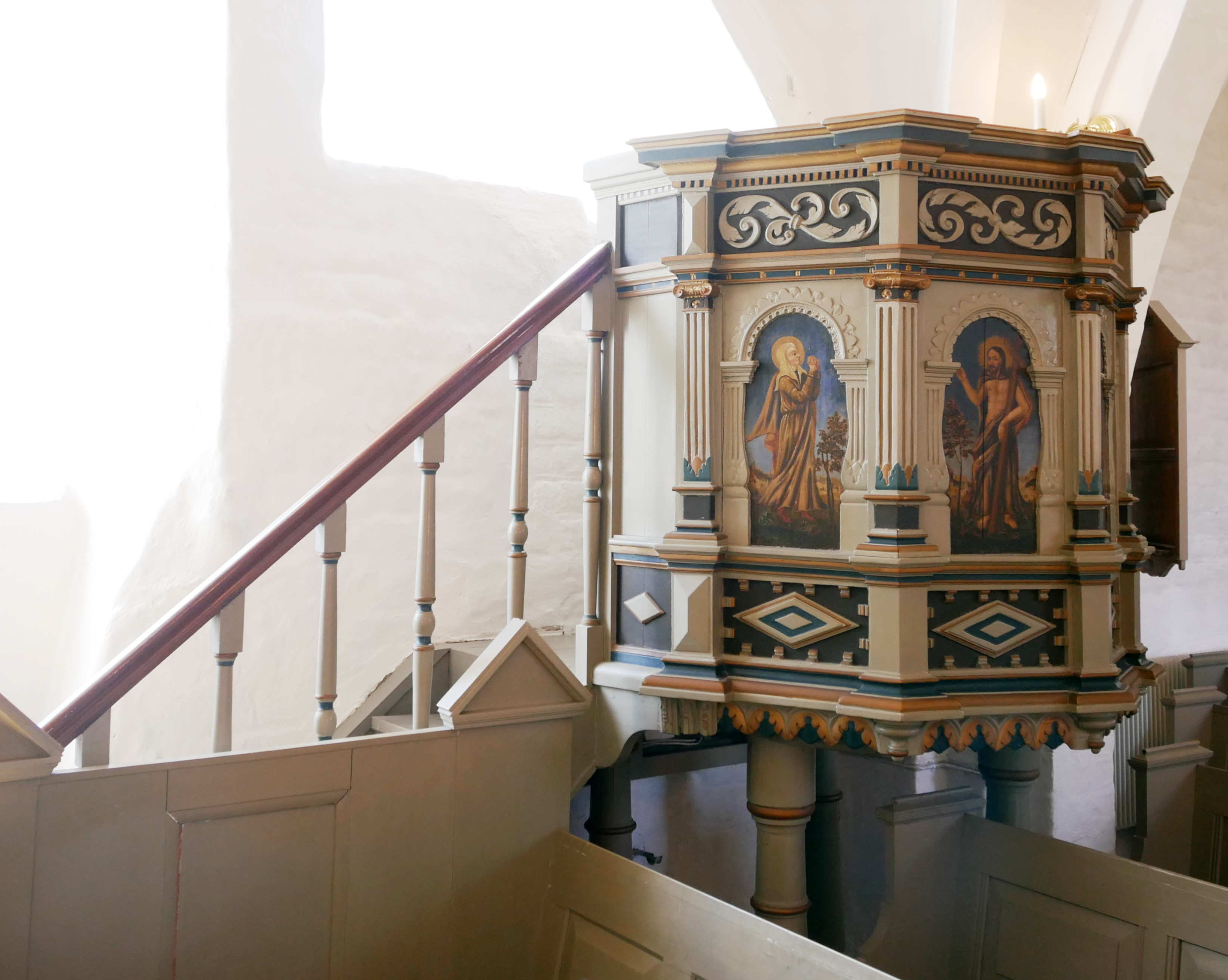
Kanzel

Die älteste Einrichtung der Kirche ist das romanische Granit-Taufbecken des Vindingetyps, der auch in anderen Kirchen in Ostfünen verbreitet ist. Eine ursprüngliche Bemalung wurde 1882 entfernt. Eine Taufschale, die im 16. Jahrhundert in Nürnberg hergestellt wurde, spendeten 1655 Henrik Gyldenstierne und Lisbeth Podebusks, deren Wappen auch eingraviert wurden. Diese Schale wurde 2016 gestohlen.
Die Glocken sind von 1472 bzw. 1503. Erstere ist mit einem Abgusszeichen, einem Pilgerzeichen von Wilsnack und mit einer langen lateinischen Inschrift verziert. Diese besagt, dass sie, als König Christian IV. 1601 von jeder Dorfkirche eine Glocke forderte, die für Rüstungszwecke eingeschmolzen werden sollte, von Erik Hardenberg und Anna Rønnow losgekauft und so gerettet wurde. Die Glocke von 1503 wurde von einem Glockengießer gegossen, dessen Name teilweise auf einem der in der Glocke eingebetteten Siegel zu lesen ist: "... mvnsson."
Die undatierte Kanzel gehört stilistisch zu einer Gruppe von Kanzeln aus den 1580er Jahren. Ihre Ecksäulen, Pflanzenornamente und die Verzierungen der Arkade sind identisch mit den Kanzeln in Korup und Birkende, von denen letzte auf 1579 datiert ist, weshalb alle drei derselben Tischlerwerkstatt zugeordnet werden können. In den fünf Feldern sind in schlichter Malerei Maria und der auferstandene Christus, Johannes der Täufer, Maria Magdalena und, im schmalsten Fach, Simon Petrus dargestellt. Ein Schalldeckel ist nicht erhalten. Ein Herrenstuhl aus dem Jahr 1651 ist mit den Wappen von Henrik Gyldenstierne und seiner Frau Lisbeth Podebusks bemalt.
Ursprünglich hatte die Kirche neben dem Hauptaltar im Chor zwei Nebenaltäre, von deren Tischen sich Reste rechts und links am Triumphbogen finden. Diese beiden Seitenaltäre sind ebenso wenig erhalten wie der spätmittelalterliche Hauptaltar, der bei der Visitation 1592 als Flügelaltar mit einer Kreuzigung im Hauptschrein und den Aposteln in den Flügel beschrieben wurde. Möglicherweise handelte es sich bei Retabel mit geschnitzten Apostelfiguren, das Henrik Gyldenstierne 1651 bezahlte und Friderika Lovise Kragh, die Witwe des Geheimrats Christian Rosenkrantz zu Skovsbo 1759 erneuern ließ, um denselben Altar. Das jetzige Altargemälde wurde von dem Fünen-Künstler Christoffer Faber gemalt und zeigt Jesus, wie er die Kinder zu sich kommen lässt. Das Bild wurde der Kirche 1857 von Hans Christian von Westen Berg gestiftet und auf dem neu gemauerten Altartisch aufgestellt. 1936 wurde es in einen neuen Rahmen eingefügt. Rechts und links vom Gemälde stehen Bibeltexte. Das Gitter um den Altar ist ein typisches neobarockes Werk des Kunstschmieds Hans Rasmussen aus Hudevad.
Im Chorbogen hängt ein Triumphkreuz, das Erik Petersen 1938 im neoromanischen Stil schnitzte.

### Grabsteine

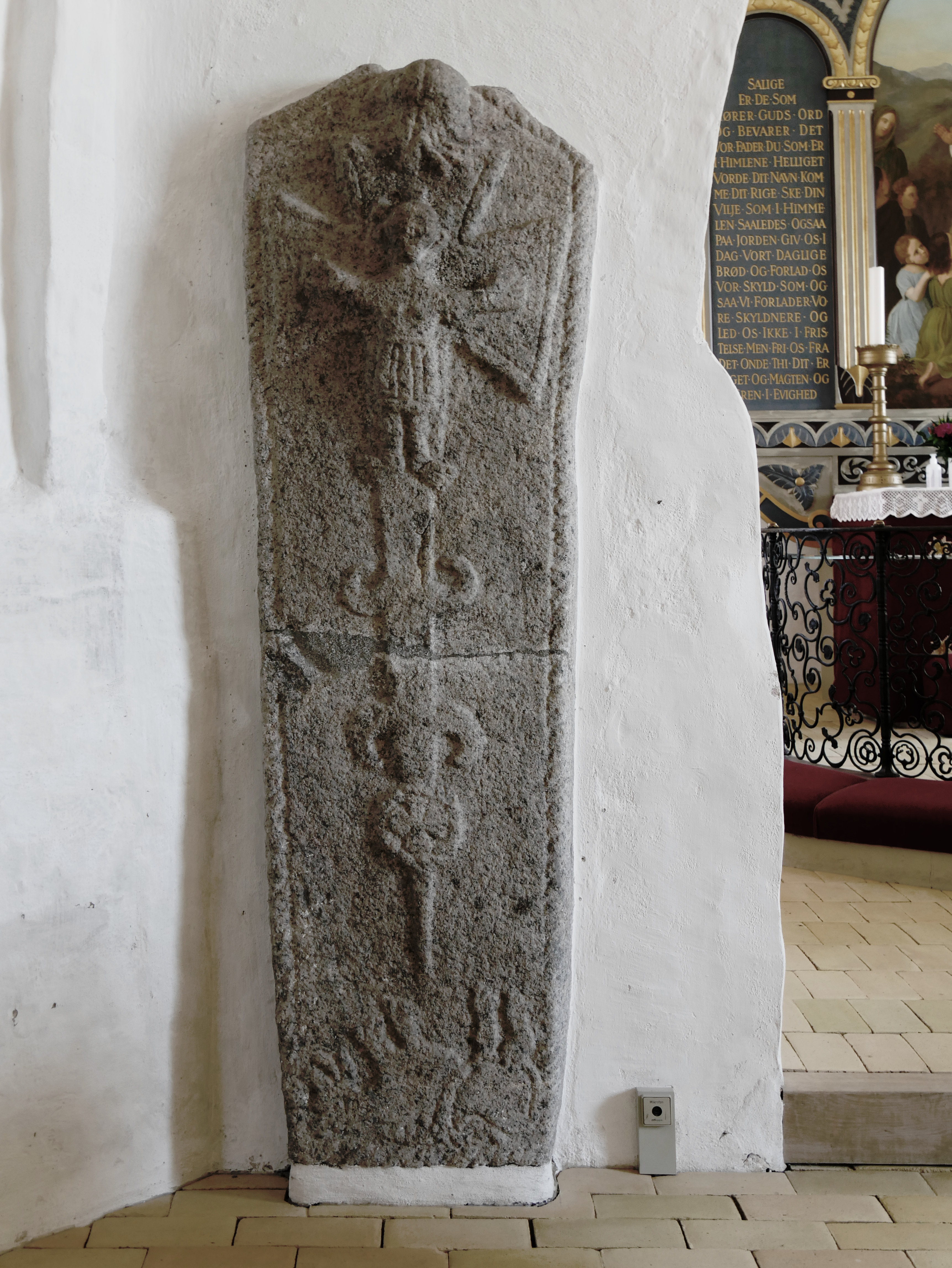
Grabstein mit Malteserkreuz

Die Kirche enthält vier romanische Grabsteine, die alle mit Malteserkreuzen geschmückt sind und wahrscheinlich aus derselben Steinmetzwerkstatt stammen. Darüber hinaus ist der Grabstein des Kirchenpflegers Erik Jepsen und seiner Frau Gertrud Rasmusdatter aus dem Jahr 1628 erhalten.

### Schiffsmodell

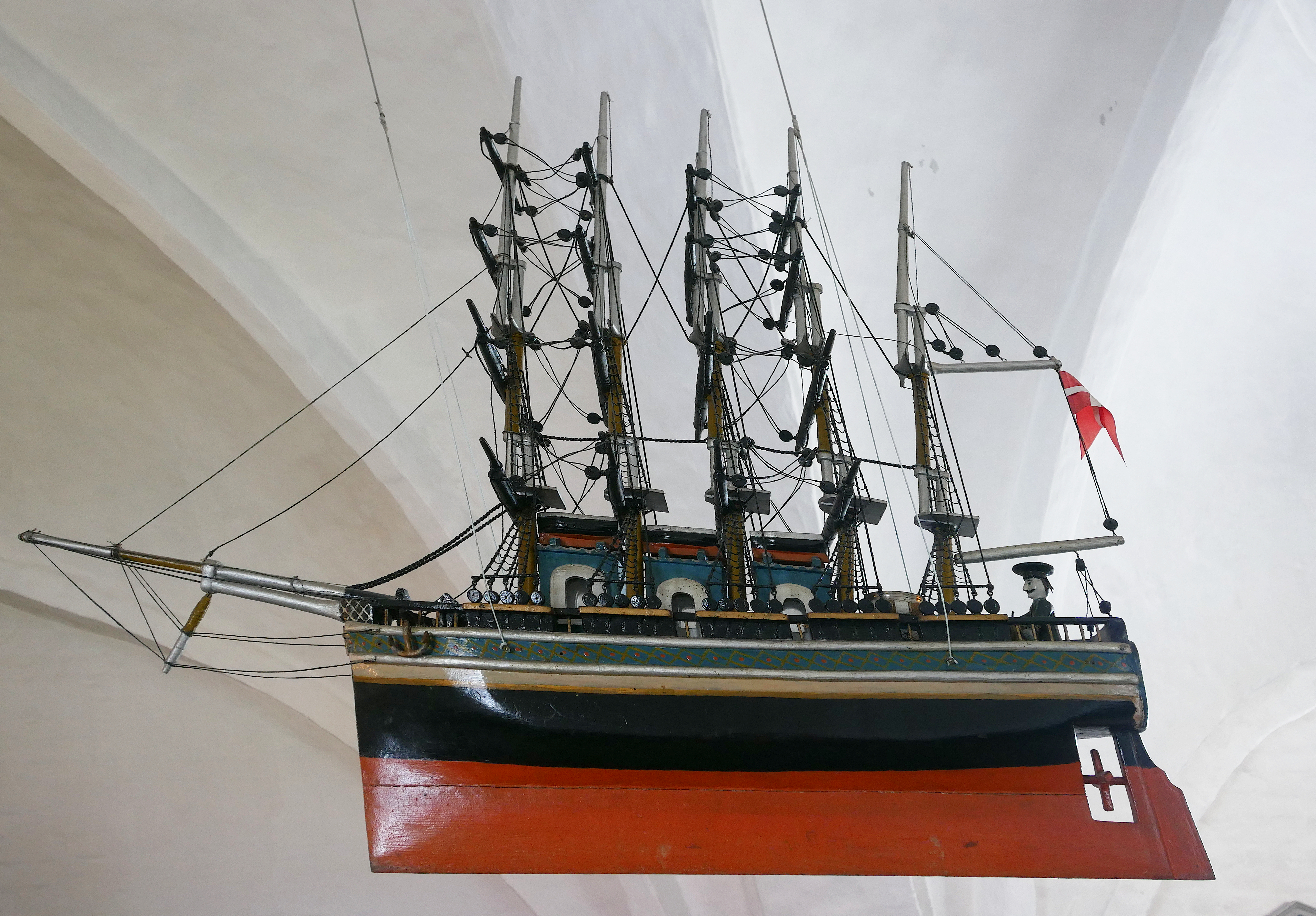
Schiffsmodell

Das Schiffsmodell von 1925 ist eine Fünfmastbark mit dem Namen Kopenhagen und wurde von Anders Madseng gebaut. Typisch für den Modellbauer ist das Schiff mit seinen fünf Masten, der Schiffsschraube, eng beieinander liegenden Kabinen und Kaminen sowie seinem charakteristischen, übergroßen Seemann am Ruder. Es heißt in bunter Farbe. Die Schiff, das zuvor auf dem Dachboden und später in einem Schrank in der Vorhalle lag, wurde 1977 erneut in der Kirche aufgehängt.